# OmegaT
OmegaT – program do tłumaczenia przy użyciu komputera napisany w języku Java. Jest wolnym oprogramowaniem oryginalnie stworzonym przez Keitha Godfreya w 2000 r. Obecnie rozwojem zajmuje się zespół kierowany przez Didiera Briela. Nazwa OmegaT jest znakiem towarowym w Niemczech.
OmegaT jest przeznaczony dla profesjonalnych tłumaczy. Jego funkcje obejmują konfigurowalną segmentację za pomocą wyrażeń regularnych, pamięć tłumaczeniową z dopasowaniem rozmytym, obsługę glosariuszy i słowników, przeszukiwanie pamięci tłumaczeń oraz materiałów źródłowych oraz korektę pisowni opartą na słownikach HunSpell.
OmegaT może pracować pod kontrolą systemów Linux, Mac OS X oraz Microsoft Windows 98 SE lub nowszych, gdyż wymaga środowiska Java w wersji co najmniej 1.5. Jest on dostępny w 27 językach. Według badania przeprowadzonego w 2010 r. wśród 458 profesjonalnych tłumaczy, OmegaT był używany przez 6% respondentów.

## Historia
OmegaT został opracowany przez Keitha Godfreya w 2000 roku. Pierwotnie napisany był w języku C++.
W lutym 2001 r. po raz pierwszy została publicznie wydana wersja w Javie. Ta wersja używała zamkniętego formatu pamięci tłumaczeń. Mogła tłumaczyć niesformatowany tekst oraz pliki w formacie HTML. Segmentacja wykonywana była tylko na poziomie bloków (akapitów).

## Rozwój i wydania
Rozwój OmegaT wspomagany jest przez SourceForge. Zespołem projektowym kieruje Didier Briel. Jak w przypadku wielu projektów Open source, nowe wersje wydawane są często, każda zawierająca kilka poprawek i nowych funkcjonalności. Istnieje „standardowa” wersja, która zawsze posiada kompletny podręcznik użytkownika, oraz „najnowsza”, posiadająca jeszcze nieudokumentowane funkcjonalności. Źródła dostępne są zawsze w repozytoriach SourceForge.

## Zasada działania
Dla każdego zadania tłumaczenia, OmegaT tworzy zestaw folderów projektu, które zawierają lub mogą zawierać konkretne pliki. Użytkownik kopiuje swoje nieprzetłumaczone dokumenty do podfolderu /source/, a po zakończeniu pracy wyniki dostępne są w podfolderze /target/. OmegaT wyświetla materiał do przetłumaczenia w postaci segmentów tekstu do przetłumaczenia.
Przed rozpoczęciem tłumaczenia, użytkownik może też skopiować poprzednie tłumaczenia do podfolderu /tm/, glosariusze do /glossary/ oraz słowniki StarDict do /dictionary/, które zostaną użyte przez OmegaT.
Podczas tłumaczenia, OmegaT automatycznie sprawdza bazę poprzednich tłumaczeń pod kątem podobnych zdań, które są wyświetlane w okienku Dopasowania rozmyte. Tłumacz może wstawić dopasowania rozmyte do okienka edycji za pomocą skrótów klawiaturowych. OmegaT korzysta także z glosariuszy oraz słowników, o ile użytkownik wcześniej skopiował je do odpowiednich podfolderów projektu. Jeśli używanie tłumaczenia automatycznego, takiego jak Tłumacz Google jest włączone, to jego wynik pojawi się w osobnym okienku.
Gdy tłumaczenie zostanie zakończone, OmegaT tworzy przetłumaczone wersje plików i eksportuje pamięć tłumaczeń bieżącego projektu do plików TMX, które mogą być ponownie wykorzystane w późniejszych tłumaczeniach lub ewentualnie wymieniane z innymi tłumaczami używającymi OmegaT lub za innych narzędzi.

## Funkcje OmegaT
OmegaT posiada wiele funkcji wspólnych z płatnymi rozwiązaniami. Obejmują one tworzenie, importowanie i eksportowanie pamięci tłumaczeniowych, dopasowanie rozmyte z pamięci tłumaczeniowych oraz wyszukiwanie w glosariuszach.
OmegaT posiada również dodatkowe funkcje, które nie zawsze są dostępne w innych narzędziach. Należą do nich:
- OmegaT może tłumaczyć wiele plików w wielu formatach jednocześnie oraz korzystać z wielu pamięci tłumaczeń, leksykonów i słowników jednocześnie (funkcjonalność ta ograniczona jest jedynie pojemnością pamięci komputera).
- W odniesieniu do obsługiwanych typów plików OmegaT pozwala użytkownikowi na dostosowanie stron kodowych oraz rozszerzeń plików. Dla wielu typów dokumentów użytkownik może wybrać, które elementy mają być przetłumaczone (np. w formacie OpenOffice.org Writer zadecydować, czy uwzględnić zakładki; dla formatu Microsoft Office 2007/2010 wybrać, czy tłumaczyć przypisy; lub w formacie HTML, czy przetłumaczyć tekst alternatywny dla obrazów). Użytkownik może zadecydować, jak obsłużyć niestandardowe elementy pamięci tłumaczeń.
- Reguły segmentacji OmegaT oparte są na wyrażeniach regularnych. Segmentacja może być skonfigurowana na podstawie języka lub w zależnie od formatu pliku.
- W oknie edycji użytkownik może przejść bezpośrednio do następnego nieprzetłumaczonego segmentu lub do przodu i do tyłu w historii tłumaczenia. Edytor tekstowy udostępnia standardowe funkcje, takie jak operacje na schowku. Użytkownik może włączyć wyświetlanie oryginalnego tekstu segmentów, które zostały już przetłumaczone. Okienko edycji ma również wbudowane sprawdzanie pisowni za pomocą słowników HunSpell, interaktywne sprawdzanie pisowni odbywa się z użyciem myszki.
- Użytkownicy mogą wstawiać dopasowania rozmyte za pomocą skrótu klawiaturowego lub z użyciem myszki. OmegaT pokazuje stopień podobieństwa w dopasowaniach rozmytych za pomocą kolorów. OmegaT może również wyświetlać datę, godzinę i nazwę użytkownika, który przetłumaczył dany segment. Dopasowania z glosariuszy mogą być wstawiane z użyciem myszki. Użytkownik może wybrać, czy skopiować tekst źródłowy do docelowego pola tekstowego, czy użyć dopasowania rozmytego w sposób automatyczny.
- Okno wyszukiwania umożliwia przeszukiwanie tekstów w plikach źródłowych, docelowych, pamięci tłumaczeń oraz innych plikach. Wyszukiwanie może być wrażliwe na wielość liter. Wyrażenia regularne mogą być stosowane. Dwukrotne kliknięcie wyników wyszukiwania przenosi użytkownika bezpośrednio do segmentu w oknie edycji.
- Po tłumaczeniu OmegaT może wykonać walidację w celu upewnienia się, że nie ma przypadkowych błędnych tagów. OmegaT udostępnia wyliczanie statystyk dla plików projektu i pamięci tłumaczeń w celu oceny postępów prac nad tłumaczeniem.
- OmegaT może użyć serwisów Apertium, Belazar czy Tłumacz Google w celu otrzymania tłumaczeń maszynowych i wyświetlić je w osobnym oknie.
- Okna w interfejsie OmegaT mogą być swobodnie przesuwane, maksymalizowane, ustawiane czy układane w zakładki. Po uruchomieniu OmegaT wyświetla krótki poradnik.

## Obsługiwane formaty dokumentów
Kilka formatów plików może być tłumaczone bezpośrednio w OmegaT. OmegaT określa typ pliku na podstawie rozszerzenia. Obsługa rozszerzeń i preferowanego kodowania może być dostosowana w celu zastąpienia ustawień domyślnych.
OmegaT obsługuje sformatowane dokumenty poprzez konwersje formatowań do tagów, podobnie do komercyjnych rozwiązań.

### Bezpośrednio obsługiwane formaty
OmegaT może tłumaczyć bezpośrednio następujące formaty:
| Format pliku                                                                                | Rozszerzenie              |
| ------------------------------------------------------------------------------------------- | ------------------------- |
| czysty tekst (każdy tekst obsługiwany przez Java) w różnych kodowaniach, włącznie z Unicode | .txt, .txt1, .txt2, .utf8 |
| HTML/XHTML                                                                                  | .html, .htm, .xhtml, .xht |
| StarOffice, OpenOffice.org and OpenDocument (ODF)                                           | .sx?, .st?, .od?, .ot?    |
| Microsoft Office Open XML                                                                   | .doc?, .xls?, .ppt?       |
| Help & Manual                                                                               | .xml, .hmxp               |
| HTML Help Compiler                                                                          | .hhc, .hhk                |
| LaTeX                                                                                       | .tex, .latex              |
| DokuWiki                                                                                    | .txt                      |
| QuarkXPress CopyFlow Gold                                                                   | .tag, .xtg                |
| DocBook                                                                                     | .xml, .dbk                |

### Formaty obsługiwane pośrednio
Istnieją dwie metody, które pozwalają OmegaT na obsługę nieobsługiwanych formatów:
- zarejestrowanie rozszerzenia formatu w preferowanym filtrze (zwykle wszystkie formaty oparte na zwykłym)
- konwersja do bezpośrednio obsługiwanego formatu

#### Obsługa formatów Office
Dokumenty Microsoft Word, Excel i PowerPoint w wersjach od 97 do 2003 mogą być skonwertowane do formatu Office Open XML (Microsoft Office 2007/2010) lub ODF (OpenOffice.org). Konwersja nie jest całkowicie bezstratna i może prowadzić do utraty formatowania.

## Obsługa pamięci tłumaczeń i glosariuszy

### Pamięci tłumaczeń w formacie TMX
Wewnętrzny format OmegaT dla pamięci tłumaczenia nie jest widoczny dla użytkownika, ale za każdym razem podczas zapisu projektu wszystkie nowe lub zaktualizowane jednostki tłumaczeniowe są automatycznie eksportowane i dodawane do trzech zewnętrznych pamięci TMX: natywnego TMX OmegaT, TMX poziom 1 i TMX poziom 2.
- Natywny TMX do użytku tylko w projektach OmegaT.
- TMX Poziom 1 zachowuje informacje tekstowe i może być używany z programami obsługującymi TMX poziom 1 i 2.
- TMX Poziom 2 zachowuje zarówno informacje tekstowe, jak również informacje o tagach i może być używany z programami obsługującymi TMX poziom 2.

Wyeksportowany TMX poziom 2 zawiera informację o wewnętrznych tagach OmegaT, które umożliwiają generowanie dopasowań w narzędziach obsługujących TMX poziom 2. Pozytywnie przetestowano tę funkcjonalność w programach Trados oraz SDLX.
OmegaT może importować pliki TMX do wersji 1.4b poziomu 1, jak również poziom 2. Zaimportowane pliki poziomu 2 będą generowały dopasowania, ponieważ OmegaT dokonuje konwersji tagów z zewnętrznych plików TMX. Tutaj znów, pozytywnie przetestowano tę funkcjonalność, używając plików TMX utworzonych przez Transit.

### Glosariusze
Obsługa glosariuszy w OmegaT opiera się głównie o pliki tekstowe w kodowaniu UTF-8, gdzie dane rozdzielone są tabulatorami. Struktura pliku jest bardzo prosta: w pierwszej kolumnie zawarte jest słowo w języku źródłowym, druga kolumna zawiera odpowiednie słowa w języku docelowym, a trzecia (opcjonalna) może zawierać wszystko, w tym uwagi na temat kontekstu itp. Takie słowniki można łatwo stworzyć w edytorze tekstu.
Podobnie pliki w standardowym formacie CSV są również obsługiwane, jak również pliki TBX.